# Dennis Fox
Dennis Fox (1920-1993) fue un oficial del Ejército británico. Durante la Segunda Guerra Mundial  dirigía el primer pelotón para aterrizar en el puente Horsa del segundo batallón aerotransportado, parte del regimiento de infantería ligera Oxfordshire and Buckinghamshire Light Infantry (número 52) en una operación de asalto, parte de la operación Deadstick, durante los primeros minutos del Día D, 6 de junio de 1944. La captura de los puentes Horsa y Pegasus era considerada crítica para asegurar el flanco este de la zona donde debía llevarse a cabo el desembarco de Normandía.

## Primeros años
Dennis Barraclough Fox nació en Johannesburgo, Sudáfrica. Fox fue destinado al Oxfordshire y Buckinghamshire Light Infantry en abril de 1941 y fue asignado al 7.º Ox y Bucks. Posteriormente fue transferido al 2.º Ox y Bucks (el 52.º) en febrero de 1942. Originalmente en la compañía B, se unió a la compañía D, bajo el mando de John Howard, como jefe de pelotón en abril de 1944.

## Puente Horsa
En el Día D, 6 de junio de 1944, el pelotón número 17 bajo el mando de Fox, fue uno de los tres pelotones asignados a la captura del puente sobre el río Orne en Ranville, más tarde conocido como puente Horsa. El pelotón de Fox fue el primer pelotón en llegar al puente, aterrizando a menos de 100 yardas del lugar a las  00:20 horas del 6 de junio, y aseguró el puente y área circundante antes de que el teniente Tod Sweeney y su pelotón llegasen varios minutos más tarde. Las tropas de Fox fueron asignadas por John Howard a la defensa del área alrededor de ambos puentes Horsa y Pegasus, formando patrullas de ataque y moviéndose al cercano pueblo de Benouville. Fox sería posteriormente herido en Normandía y evacuado a Inglaterra a causa de sus heridas.

## Cruzando el Rin
Participará en la Operación Varsity: el aterrizaje de asalto sobre el río Rin el 24 de marzo de 1945. Su planeador fue alcanzado por fuego enemigo y se estrelló derribado. Fue nuevamente herido y evacuado a Inglaterra. Fox era un miembro de la partida de avance del 2.º Ox y Bucks, el cual estuvo destinado en la India en agosto de 1945 para preparar una operación de asalto aéreo en el Lejano Oriente.

## Tras la Segunda Guerra Mundial
Fox sirvió en Palestina, Chipre, el Canal de Suez, el Ejército Británico del Rin (BAOR) y nuevamente en Chipre entre los años 1956 y 1959. Fue Ayudante Militar del gobernador de Chipre, Sir Hugh Foot y posteriormente de Lord Caradon. En 1960 fue nombrado MBE (Most Excellent Order of the British Empire, en español Excelentísima Orden del Imperio Británico) en los Honores de Año Nuevo. Su último destino fue el primer regimiento Green Jackets (43.º y 52.º) y se retiró del ejército en septiembre de 1961. Más tarde trabajó para Independent Television Network, (un canal radio-televisivo de Sri Lanka). Fox estuvo implicado en la producción de la película de 1962 El Día más Largo.
Dennis Fox murió en Hawstead, Essex, Inglaterra, en 1993.